# Aeletes blackburni
Aeletes blackburni är en skalbaggsart som beskrevs av Yélamos 1998. Aeletes blackburni ingår i släktet Aeletes och familjen stumpbaggar. Inga underarter finns listade i Catalogue of Life.